# Ceratophygadeuon angusticeps
Ceratophygadeuon angusticeps là một loài tò vò trong họ Ichneumonidae.